# Arizona elegans
Arizona elegans is een niet-giftige slang uit de familie toornslangachtigen (Colubridae) en de onderfamilie Colubrinae.

## Naam en indeling
De wetenschappelijke naam van de soort werd voor het eerst voorgesteld door Kennicott in 1859. Het was lange tijd de enige soort uit het geslacht Arizona, tot in 2002 de voormalige ondersoort Arizona pacata als een aparte soort werd erkend. Er zijn acht ondersoorten, die verschillen in uiterlijk en geografische verspreiding.

### Ondersoorten
De soort wordt verdeeld in acht ondersoorten die onderstaand zijn weergegeven, met de auteur en het verspreidingsgebied.
| Naam                         | Auteur          | Verspreidingsgebied      |
| ---------------------------- | --------------- | ------------------------ |
| Arizona elegans arenicola    | Dixon, 1960     | Verenigde Staten, Mexico |
| Arizona elegans candida      | Klauber, 1946   | Verenigde Staten         |
| Arizona elegans eburnata     | Klauber, 1946   | Verenigde Staten         |
| Arizona elegans elegans      | Kennicott, 1859 | Verenigde Staten         |
| Arizona elegans expolita     | Klauber, 1946   | Mexico                   |
| Arizona elegans noctivaga    | Klauber, 1946   | Verenigde Staten, Mexico |
| Arizona elegans occidentalis | Blanchard, 1924 | Verenigde Staten, Mexico |
| Arizona elegans philipi      | Klauber, 1946   | Verenigde Staten         |

## Uiterlijke kenmerken
De Engelstalige naam glossy snake (glanzende slang) is te danken aan de sterk gladde schubben. De slang wordt ongeveer vijftig tot 75 centimeter lang tot maximaal een meter. Van de ondersoort Arizona elegansarenicola is een exemplaar bekend van bijna 1,4 meter. De slang heeft een bruine tot grijze basiskleur met donkere, licht omrande vlekken die aan een luipaardtekening doen denken.

## Levenswijze
Arizona elegans is een gravende bodembewoner die de eieren in de bodem afzet. Als de maximaal 24 jongen worden geboren zijn ze ongeveer 25 centimeter lang. Op het menu staan hagedissen en kleine zoogdieren.

## Verspreiding en habitat
Arizona elegans komt voor in een groot deel van het zuiden van de Verenigde Staten en een groot deel van noordelijk en westelijk Mexico.
De habitat bestaat uit savannes, tropische en subtropische scrublands en zowel gematigde als hete woestijnen.

## Beschermingsstatus
Door de internationale natuurbeschermingsorganisatie IUCN is de beschermingsstatus 'veilig' toegewezen (Least Concern of LC).